# Miro Kraljević
Ljubomir Kraljević, Rođen Ljubomir Kraljević, o Miro Kraljević (Pakrac, Reino de Yugoslavia, 24 de septiembre de 1915-Split, 5 de febrero de 2008) fue un médico, cirujano, investigador, escritor y deportista croata.
En su juventud compitió en remo como timonel. Ganó una medalla de oro en el Campeonato Europeo de Remo de 1932, en la prueba de ocho con timonel. Fue el timonel del equipo, en parte, por su baja estatura, un requisito que se exigía para desempeñar este puesto.

## Trayectoria en el campo de la medicina y la investigación
Después de su retirada como deportista, estudió en la escuela secundaria de Split en 1934. Kraljević se graduó de medicina en Zagreb 1940 y se especializó en cirugía de trasplantes, además recibió un doctorado en la Academia Médica Militar de Belgrado. Trabajó en varios tratamientos como las heridas de bala y la implantación de cirugía o reconstrucción aloplástica. Fue médico de la 20.ª división de choque después de la caída de Italia. Tras la finalización de la guerra, ejerció como subjefe del departamento médico de evacuación médica del 4.º ejército en Liubliana, además fue Jefe en el Departamento de Cirugía Experimental. También ejerció este cargo en el Hospital Militar-Marino de Split. Alternó su carrera de medicina con la de profesor, donde llegó a ser asistente en la Academia Médica Militar de Belgrado a comienzos de la década de 1960, y docente asociado desde 1966, posteriormente fue docente titular a finales de la década de 1970 en la Facultad de Medicina de Zagreb. Se jubiló a comienzos de la década de 1980 y obtuvo el rango de coronel médico, además fue asesor científico del Centro Clínico de Oncología y Radioterapia de Split. Durante un tiempo estudió en los Estados Unidos y en Gran Bretaña. Su interés en el campo de la medicina le llevó a involucrarse por la cirugía experimental, donde realizó importantes contribuciones a las aplicaciones de nuevos métodos quirúrgicos en la medicina clínica. Estuvo involucrado también en tareas relacionadas con traumatismos, politraumatismos, reanimación quirúrgica, emergencias y oncología quirúrgica.
Kraljević publicó varios artículos y trabajos para diarios y revistas en temas relacionados con la medicina. Su carrera le llevó a ser presidente de la Asociación de Médicos Croatas entre 1983 y 1991. Junto con M. Konstantinović, fue responsable de la redacción de un memorial para la Liga de lucha contra el cáncer en Split, además trabajó en otros proyectos para el Centro Clínico de Oncología y Radioterapia en Split, Liga Croata contra el cáncer y en el Centro Clínico de Oncología y Radioterapia del Hospital Clínico de Split. Finalmente fue ganador de varios premios en la ciudad de Split en 1966 y 1977. Ejerció la profesión durante más de dos décadas en el hospital de Split, donde llegó a ser director. Durante su trayectoria como médico realizó 38 000 operaciones.

## Trabajos
- Concours médical, (París 1957).[6]
- Vojnosanitetski pregled (Beograd 1958–88).[6]
- Acta chirurgica Iugoslavica (Skoplje 1963, 1965–66, 1969, 1971, 1973–78, 1980, 1985, 1989).[6]
- Medicinski pregled (Novi Sad 1963).[6]
- Liječnički vjesnik (1964, 1966–71, 1973–78, 1980, 1982–85, 1990, 1995).[6]
- Acta medica Iugoslavica (1965; Acta medica Croatica, 1998).[6]
- Medicinski arhiv (1965, 1967).[6]
- 'Medicina (1972, 1995–96, 1999).[6]
- Medicinski glasnik (1972).[6]
- Libri oncologici (1981).[6]
- Čovjek i promet (1982).[6]
- Anali Opće bolnice u Splitu (1983–84).[6]
- Acta historiae medicinae, stomatologiae, pharmaciae, medicinae veterinariae (1987–91).[6]
- Medicinski anali (1987, 1989).[6]
- Borba protiv raka (1992–93, 1995–99).[6]
- Croatian Medical Journal (1993).[6]
- Pomorska medicina (Beograd 1975, 1979).[6]
- Otras contribuciones en las colecciones del Congreso quirúrgico y del Hospital Militar de Split.[6]

## Palmarés internacional
| Campeonato Europeo | Campeonato Europeo    | Campeonato Europeo | Campeonato Europeo |
| Año                | Lugar                 | Medalla            | Prueba             |
| ------------------ | --------------------- | ------------------ | ------------------ |
| 1932               | Belgrado (Yugoslavia) | Medalla de oro     | Ocho con timonel   |